# Niki Bettendorf
Niki Bettendorf (* 20. Dezember 1936 in Beles; † 27. Januar 2018 in Luxemburg) war ein luxemburgischer Politiker.
Von 1982 bis 2001 war er Bürgermeister der Gemeinde Bartringen (Kanton Luxemburg) und von 1990 bis 2006 für die Demokratesch Partei (DP) im Luxemburger Parlament, wobei er ab 1999 als einer von drei Vizepräsidenten des Parlaments fungierte. Er war auch Aufsichtsratspräsident des Bartringer Pflegeheims.
Bettendorf war verheiratet und Vater einer Tochter. Er lebte in Bartringen. Neben seiner beruflichen und politischen Laufbahn engagierte sich Niki Bettendorf zudem im Basketball. Er war Spieler, Trainer, Präsident und Ehrenpräsident bei Sparta Bartringen. Zudem war er Vize-Vorsitzender des nationalen Basketballverbandes.

## Ehrungen
- 2000: Träger des Orden der Eichenkrone (Orden der eichenen Krone)[5]
- 2005: Träger des Verdienstorden des Großherzogtums Luxemburg[6]